# 32103 Reʼemsari
32103 Reʼemsari (asteroide 32103) é um asteroide da cintura principal. Possui uma excentricidade de 0.25388480 e uma inclinação de 5.27310º.
Este asteroide foi descoberto no dia 23 de maio de 2000 por LONEOS em Anderson Mesa.